# Berenicea diluviana
Berenicea diluviana is een uitgestorven mosdiertjessoort uit de familie van de Bereniceidae. De wetenschappelijke naam van de soort is voor het eerst geldig gepubliceerd in 1821 door Lamouroux.